# Alelimma zemella
Alelimma zemella är en fjärilsart som beskrevs av Embrik Strand 1920. Alelimma zemella ingår i släktet Alelimma och familjen nattflyn. Inga underarter finns listade i Catalogue of Life.